# Tumberos
Tumberos es una miniserie argentina dramática, emitida en el año 2002 por América TV. Protagonizada por Germán Palacios, Belén Blanco y Carlos Belloso. Coprotagonizada por Roly Serrano, Diego Alonso Gómez y Alejandro Fiore. También, contó con las actuaciones especiales de Adriana Salonia, Daniel Valenzuela, Carlos Roffé, Mariana Aria, Santiago Ríos, Alejandro Pous, Marcos Martínez, Pedro Segni, Rubén Noceda y los primeros actores Alejandro Urdapilleta y Mirta Busnelli. Fue filmada en la ex Cárcel de Caseros, trata la vida carcelaria, la corrupción del sistema penitenciario y una trama de misterio en torno a un asesinato, involucrando al culto umbanda.

## Sinopsis
La serie hace foco en la realidad de las cárceles argentinas, mostrando a través de la ficción este mundo poco conocido, cuya población creció exponencialmente a lo largo de la década de 1990, llegando a la superpoblación y al desarrollo del mundo “tumbero” (palabra lunfarda que refiere a los presos). Al mismo tiempo, desarrolla en paralelo una historia fantástica que involucra macumba y magia negra, en contraposición con el crudo realismo de las escenas en el penal. 
A lo largo de los capítulos se suceden escenas entrecortadas, sueños fantásticos y otras apariciones imaginarias, al tiempo que aparecen una serie de clips irónicos, incluyendo el Test de Rorschach de los presos; una parodia de Las manos mágicas enseñando a desarmar un revólver calibre 38; entrevistas cortas a los presidiarios preparadas para un programa periodístico, en donde cada uno cuenta los motivos de su encarcelamiento; un capítulo cuya apertura hace referencia al canal Crónica TV; y un videoclip que muestra a los protagonistas bailando cumbia, con fondos multicolores al estilo de los programas de bailanta.
"Tumberos" cuenta la historia de un abogado famoso de clase alta, Ulises Parodi (Germán Palacios), encarcelado injustamente por el supuesto asesinato de la bailarina Gisella Acosta, que con el transcurrir de los capítulos se irá adaptando al mundo tumbero del penal de Parque Patricios, transformándose en rival del líder del pabellón carcelario, Guillermo Willy Marmotta (Carlos Belloso). A su vez, fuera de la cárcel, la abogada Lorena Rodríguez (Belén Blanco) deberá buscar al verdadero asesino y así lograr demostrar la inocencia de Parodi.

## Personajes

### Internos
- Germán Palacios como Ulises Parodi (alias “Belgrano”, alias “Tragedia”), abogado encerrado en la cárcel. (1-11)
- Carlos Belloso como Guillermo Marmotta (alias “El Willy”), capo del pabellón adonde Ulises es trasladado, está viviendo en el penal a voluntad. (1-11)
- Diego Alonso Gómez como Jorge Artigas (alias “Rada”, “El uruguayo” o “El Negro”) (1-11)
- Daniel Valenzuela como Walter Giménez (alias “El Cabezón”), frío y calculador, maneja las armas de la banda. (1-11)
- Mariana Aria como Roberto Furlang (alias Mariana “La Flaca”), esposa travesti de Willy, con condena de 14 años por prostitución y corrupción de menores.  (1-7)
- Alejandro Pous como Ernesto Vitor (alias “El Chileno”), aunque no es chileno, recibe ese apodo porque llega al pabellón junto a Ulises, diciendo ser amigo de un interno apodado así, que Willy sugiere que murió en sus manos. Tiene condena de seis años por robar un automóvil a mano armada. (1-6)
- Alejandro Fiore como Julián Pla (alias “El Perro”), con condena de 16 años por homicidio. (1-11)
- Marcos Martínez como Adrián Seguezo (alias “Chocolate”), hombre del Willy (1-11)
- Pedro Segni como El Turco, capo del pabellón 5. (4-5)
- Rubén Noceda como "Rod Stewart" o “el Rubio”, secuaz del Turco.  (4-5)
- Alejandro Urdapilleta como Gonzalo Jeanvie (alias “El Seco”), un militante de izquierda de la década de 1970, que busca una revolución social desde las cárceles y adoctrina a sus hombres para conseguirla. (6-11)
- Daniel Peyran como Leiva, hombre del Seco. (6-11)

### Personal del penal
- Carlos Roffé como Astrada, el director del Penal, adicto a las galletitas de chocolate con crema
- Roly Serrano como Galtieri, celador del pabellón de Willy.
- Santiago Ríos como Castillo, celador del pabellón del Seco.

### Otros
- Belén Blanco como Lorena Rodríguez, abogada de Ulises.
- Daniel Kuzniecka como Pablo Bisnia, abogado, socio y amigo de Ulises.
- Max Berliner como El Viejo, tiene una breve participación en el primer capítulo. Llega a la cárcel acusado de violador.
- Mirta Busnelli como Edith, madre de Gisela y Mai umbanda.
- Adriana Salonia como Victoria, exesposa de Ulises.
- Agostina Lage como Lucía, hija de 9 años de Ulises.
- Fernando Caride como Durán Gaetano, tío de Ulises, un importante diputado nacional que preside un grupo umbanda.
- Patricio Pepe como Mauricio, el hermano de Victoria.
- Gastón Pauls como David Resnoff, pareja del Seco.
- Luis Machín como Presidente.
- Carlos Weber como Coronel Ricardo Lanza.
- Julieta Novarro como Periodista.
- Gonzalo García como Noah

## Muertes
| Personaje          | Intérprete           | Autor                                      | Causa/Método de Muerte | Capítulo |
| ------------------ | -------------------- | ------------------------------------------ | --- | -------- |
| El Viejo           | Max Berliner         | Willy                                      | Willy lo asesina a puñaladas, anteriormente es abusado por este. | 1        |
| El Turco           | Pedro Segni          | Willy                                      | Se organiza un partido de fútbol entre ambos pabellones, que termina con un enfrentamiento con cuchillos, en el que Willy aprovecha para dispararle al Turco.                                           | 4        |
| Rod Stewart        | Ruben Noceda         | Willy y Walter                             | Es asesinado por Willy y el Cabezón. | 5        |
| Pablo Bisnia       | Daniel Kuzniecka     | Sicario                                    | Lorena como Edith hacen rituales maldiciendo a Pablo Bisnia, que es asesinado mientras intenta escapar del país en avión.                                                                               | 6        |
| El Chileno Ernesto | Alejandro Pous       | Willy                                      | El Seco busca darle una lección a Willy, y se arma una lucha con cuchillos entre las bandas de ambos, en donde muere apuñalado.                                                                         | 6        |
| Mariana La Flaca   | Mariana Aria         | El Seco                                    | Es asesinada por este y posteriormente la capa. | 7        |
| Castillo           | Santiago Rios        | Parodi, Walter, Rada, El Perro y Chocolate | La banda de Parodi llega al pabellón VIP, donde lo apuñalan hasta la muerte. | 8        |
| Lorena             | Belen Blanco         | Secta Umbanda                              | Es violada por Durán Gaetano y por Mauricio y luego apuñalada por toda la secta, y finalmente es arrojada a una pileta repleta de pétalos de rosa.                                                      | 9        |
| El Seco            | Alejandro Urdapileta | Militares                                  | Es asesinado por los hombres del Coronel Lanza. | 10       |
| Duran Gaetano      | Fernando Caride      | David                                      | Tras enterarse por la muerte del Seco le dispara en la sien de Durán Gaetano. | 10       |
| David Resnoff      | Gaston Pauls         | Policía                                    | La Policía lo asesina al llegar al lugar donde estaba escondido. | 10       |
| Leiva              | Daniel Peyran        | Militares                                  | Es torturado por la gente del Coronel y finalmente muere. | 11       |
| Chocolate          | Marcos Martínez      | Militares                                  | Parodi y Chocolate vigilan sobre el vano de una puerta, buscando que se libere una de las puertas, y el segundo sale corriendo en busca de la libertad, para ser disparado de muerte por los militares. | 11       |
| El Rada            | Diego Alonso Gómez   | Militares                                  | Walter y el Uruguayo logran escapar por un pasadizo, llegando a los jardines del Hospital Garrahan, pero Rada no logra sobrevivir a sus heridas, y muere desangrado junto a un gomero.                  | 11       |
| Astrada            | Carlos Roffé         | Parodi                                     | Es asesinado por Parodi con una lanza tumbera. | 11       |

## Lista de capítulos
- 1. Un lugar en el mundo

El abogado Ulises Parodi (Germán Palacios) es trasladado a la Cárcel de Caseros para cumplir con una condena de 24 años de prisión, por el supuesto asesinato de Gisella Costa. Su socio, Pablo Bisnia (Daniel Kuzniecka), ha negociado una celda VIP con el director del establecimiento, Astrada (Carlos Roffé), mientras investiga la verdad sobre el crimen.
También llegan a la unidad dos nuevos internos: Ernesto (Alejandro Pous), que busca al Chileno, su contacto en el penal; y un anciano condenado por la violación de su nieta (Max Berliner), que son ingresados a un pabellón donde el jefe es el “Willy” Marmotta (Carlos Belloso). El “Uruguayo” (Diego Alonso Gómez) se encarga de secuestrar a Parodi y llevarlo a las manos del Willy, quien planea vengarse, ya que Ulises estuvo a cargo del juicio que lo envió a prisión hace años.
Luego de violar al viejo, Marmotta y los demás internos lo asesinan a puñaladas, y dejan su cuerpo tirado junto a Parodi, dejándolo como responsable del crimen.
- 2. Deshonra

Luego de su acusación por el asesinato del anciano, Ulises es trasladado al pabellón del Willy, en donde es obligado a travestirse y pintarse, desfilando para los internos. Previo a eso, los celadores lo golpean, y Astrada le anuncia que quedará de forma permanente en su nueva ubicación a modo de castigo.
Los internos del pabellón golpean brutalmente a Parodi como bienvenida, y le exigen suministros de dinero para todos a cambio de seguridad. Lorena Rodríguez (Belén Blanco), una de las abogadas del estudio de Ulises, lo visita en el penal y le explica que ella se hará cargo de su caso, ya que poco a poco todo su entorno se está haciendo a un lado, e incluso el mismo Pablo Bisnia se ha desligado de la causa por considerarla perdida.
- 3. El lado oscuro del corazón

Lucía (Agostina Lage), la hija de 9 años de Parodi, sobrevive al choque frontal de la combi de su escuela, y su mamá Victoria (Adriana Salonia) sospecha que no se trató de un accidente. En la cárcel, el Uruguayo es visitado por su novia Gachi (Jimena Anganuzzi), embarazada, y le pide que ayude a pasar un ladrillo de cocaína como parte de un arreglo para acelerar su libertad.
Ulises conoce al Perro (Alejandro Fiore), un interno fanático cristiano y fumador empedernido de marihuana, que dice ver que él “está sucio” espiritualmente. Luego de que Lorena visite a Edith (Mirta Busnelli), la madre de Gisella, se puede ver cómo la mujer habla con el espíritu de su hija, y el santuario que le ha dedicado en su dormitorio.
Cuando Willy vuelve a exigir dinero a Parodi, este lo ataca y comienza a golpearlo. Ante la insolencia de Ulises, Marmotta envía al Cabezón (Daniel Valenzuela) a enfrentarlo en una pelea con facas, hasta que lo acorrala contra una cama y lo atraviesa de lado a lado por el estómago.
- 4. Crónica de un niño solo

Lorena visita a Parodi en la enfermería, adonde justo llega el Perro, quien acaba de cortarse las muñecas, y la observa diciendo que ella también “está sucia”. Mientras, se comienza a planear un enfrentamiento armado entre la gente de Willy y el pabellón del Turco (Pedro Segni), ya que Marmotta se llevó a uno de sus hombres para que le pinte un retrato mural.
Se organiza un partido de fútbol entre ambos pabellones, que termina con un enfrentamiento con cuchillos, en el que Willy aprovecha para dispararle al Turco.
- 5. Nueve Reinas

La banda de Willy es encerrada en celdas de castigo, de a pares. Mientras, el celador Galtieri (Roly Serrano) trae a su sobrino a visitar el penal, y el Chileno Ernesto es llevado para ver a su familia con la noticia de que su madre está enferma, intentando una fuga sin éxito. Mientras se duchan, Willy habla con Parodi, buscando convencerlo de aliarse y organizar planes para el momento en que salgan en libertad.
En las celdas de castigo, el Uruguayo tiene sexo con Mariana (Mariana Aria), la esposa travesti del Willy, mientras este planea junto al Cabezón el asesinato de Rod Stewart (Rubén Noceda), el segundo del Turco. Lorena busca a Edith, quien se ha mudado a una casilla en la villa, en donde la abogada llega a ver un altar umbanda. Luego visita a Ulises, acusándolo de ocultarle datos sobre la muerte de Gisella, y preguntándole si él fue su asesino o no realmente.
- 6. El viaje

Astrada requisa a Galtieri y lo arresta por 20 días debido a las irregularidades de los últimos días, quien se descarga encerrándose con la banda de Willy en una celda y golpeando brutalmente a varios. Mientras, los hombres de Willy son trasladados al pabellón de máxima seguridad, donde el capo es el Seco (Alejandro Urdapilleta), y el celador Castillo (Santiago Ríos) habla con el Perro y Chocolate (Marcos Martínez) para organizar un robo.
En su nuevo pabellón, todos se sorprenden por el orden y la limpieza de la banda del Seco, mientras Willy busca imponerse nuevamente, colgando su retrato con soberbia. Los demás hablan a sus espaldas, cada vez más hartos de las actitudes de Marmotta, que confronta al Seco y lo desafía.
En el departamento de Parodi, Lorena comienza a leer libros de brujería y magia, buscando nexos con lo visto en los últimos días. Aunque sus hombres quieren sangre, el Seco los convence de darles una oportunidad a los nuevos compañeros de pabellón. Esa noche, tanto Lorena como Edith hacen rituales maldiciendo a Pablo Bisnia, que es asesinado mientras intenta escapar del país en avión.
El Seco busca darle una lección a Willy, y se arma una lucha con cuchillos entre las bandas de ambos, en donde muere el Chileno Ernesto. Victoria y Lucía dejan el país en avión, siguiendo el consejo de Pablo Bisnia.
- 7. Una sombra ya pronto serás

En la escena inicial, Mauricio (Patricio Pepe), hermano de Victoria y ex socio de Parodi y Bisnia, recuerda en sueños la noche en la cual, drogados y borrachos, él y Ulises asesinaron a Gisella Costa a cuchillazos como parte de un rito umbanda. Lorena visita a Ulises y le revela la muerte de Pablo, sintiendo que fue una consecuencia del “trabajo” de brujería que ella hizo.
El Seco organiza con el celador Castillo (Santiago Ríos) un robo a un restaurante, el cual es realizado por el Perro y Chocolate (Marcos Martínez). Mientras, Edith se reúne con el tío de Parodi (Fernando Caride) y le anuncia que para prolongar la abundancia, Ulises deberá sacrificar a su propia hija. El Seco coloca somníferos en el vino de Willy y sus hombres, y esa noche asesina a su esposa y posteriormente la capa. Luego, lo tortura con una porra medieval, un facón e incendiándole el rostro.
- 8. Liberen a Willy

Astrada encarcela a Castillo por los errores cometidos durante el asalto del Perro y Chocolate. Mientras, Willy es llevado a la enfermería, con medio rostro quemado y al borde de la muerte.
El Seco le exige a Parodi, ahora transformado en jefe de la banda de Willy, que permita que sus hombres hagan justicia, asesinando al celador Castillo. Mientras, Lorena visita al tío de Ulises, quien resulta ser un importante diputado nacional, Durán Gaetano, y le revela que está al tanto del culto umbanda que preside.
Cruzando todo el penal por las azoteas, la banda de Parodi llega al pabellón VIP, donde descuartizan a Castillo. El Seco recibe a su socio David Resnoff (Gastón Pauls), con quien planea una revolución mesiánica desde las cárceles, y finalmente se devela el amor entre ellos.
Se averigua que Marmotta ya llevaba bastante tiempo con su condena cumplida. Escoltado por los celadores, y con medio rostro y los brazos cubiertos por vendas, Willy se despide de sus viejos compañeros de pabellón y sale de la cárcel, mientras suena de fondo la banda de sonido de “Liberen a Willy”.
- 9. Lo que vendrá

Lorena es recibida en la secta umbanda por Edith, y Mauricio traslada a Lucía hasta la casa de campo en donde se realizará su sacrificio, donde la recibe Durán Gaetano. Luego, la abogada lleva a su madre de compras, disfrutando el dinero entregado por la secta.
En su lujoso yate, David recibe a traficantes estadounidenses de armas, para luego asesinarlos. En el parque de la casona de Durán Gaetano, se realiza la ceremonia de iniciación de Lorena, en donde es violada por Durán Gaetano y por Mauricio y luego apuñalada por toda la secta, y finalmente es arrojada a una pileta repleta de pétalos de rosa.
Luego, el diputado secuestra a Ulises con complicidad de los celadores, y lo confronta en la azotea de un edificio, mientras Mauricio retiene a Lucía con un cuchillo. Durán Gaetano exige a Ulises que sacrifique a su hija para limpiarse del daño realizado. Ante su negación, ordena a sus hombres que lo devuelvan a la cárcel.
Los presos reciben visitas en el patio del penal: el Uruguayo conoce a su hija y se reconcilia con su novia, mientras que el Cabezón se entera de la muerte de su madre.
- 10. Caballos salvajes

Un año después, una secuencia de noticieros muestra que hace diez días ha estallado un motín en la cárcel de Buenos Aires, organizado por la célula terrorista Agustín Tosco Propaganda (ATP), dirigida por el Seco y David. El motín tiene un efecto dominó, extendiéndose por todo el país y causando acuartelamientos en las fuerzas armadas.
Llega al penal el grupo de élite del Coronel Ricardo Lanza (Carlos Weber), quien desplaza a Astrada y se pone a cargo de la situación. Mientras, Willy es invitado a un programa periodístico en donde están hablando sobre el motín, y termina golpeándose con invitados del público y con los conductores. Lanza enfrenta al Seco en un pasillo de la cárcel, y ordena a sus hombres que lo acribillen. Durán Gaetano es secuestrado por miembros de la ATP, y los amotinados logran ganar la azotea del penal para colgar la bandera de la agrupación de la chimenea del edificio. Luego, negocian la liberación de los heridos a cambio de soltar a dos de los diputados secuestrados.
Lanza anuncia a la prensa que el Seco fue asesinado por sus propios compañeros, buscando desmoralizar a los amotinados. David reacciona furiosamente y dispara en la sien de Durán Gaetano. Finalmente, por la noche, la Policía ubica el sótano donde se ubica el cuartel del ATP y asesina a David. Los amotinados intentan ganar el patio, pero los oficiales se colocan en pelotones de fusilamiento y disparan a mansalva a medida que los presos van saliendo por las distintas puertas. Lanza ordena la quema de la bandera del ATP colgada en la chimenea.
- 11.

A la mañana siguiente, Lanza recibe felicitaciones telefónicas del Presidente, mientras ordena a sus soldados que eliminen a los que hayan sobrevivido. Aunque los amotinados comienzan a rendirse, viéndose totalmente perdidos, los militares no vacilan y disparan contra todos. 
Llega una escuadrilla de obreros que recolectan los cadáveres, pero Chocolate sigue vivo, manteniéndose paralizado para intentar escapar, colgándose bajo el camión donde llevan los cuerpos, pero un celador impide que el vehículo salga a la calle, para evitar que la prensa vea su contenido. 
- - Acto I: Hundan al Belgrano

Parodi sobrevive, guardado en la chimenea de la cárcel, aunque ante la llegada de dos oficiales militares se esconde en un tanque de agua semisumergido. Walter se encuentra con Rada, que está herido y pierde mucha sangre, buscando huir por la enfermería. Chocolate finalmente se encuentra con Parodi, mientras Lanza ordena a Galtieri que encuentre a Ulises. Conmocionado mientras recorre los pasillos donde trabajó durante veinte años, el celador enciende un cigarrillo de marihuana mientras llora.
- - Acto II: Últimos días de la víctima

Reunidos en la mesa del Presidente (Luis Machín), Mauricio le comenta a Edith que finalmente Parodi fue encontrado y se dirige a visitar el penal, en donde Galtieri y Lanza le muestran el cuerpo de Leiva, un hombre de Ulises que asesinaron durante la tortura de un interrogatorio. 
Parodi y Chocolate vigilan sobre el vano de una puerta, buscando que se libere una de las puertas, y el segundo sale corriendo en busca de la libertad, para ser disparado de muerte por los militares. Parodi decide escapar.
- - Acto III: La historia oficial

El Presidente visita la cárcel, mientras Walter y el Uruguayo finalmente logran escapar por un pasadizo, llegando a los jardines del Hospital Garrahan, pero Rada no logra sobrevivir a sus heridas, y cae desangrado junto a un gomero. 
Desde una tarima, y secundado por Edith, Mauricio y el Coronel Lanza, el presidente brinda un discurso, y Parodi asesina a Astrada, borracho en su despacho, y se calza su uniforme penitenciario.
- - Acto IV: La fuga

Ulises camina por los pasillos de la cárcel con el uniforme de Astrada, y escapa por la puerta principal ante la mirada cómplice de Galtieri. Subido a un colectivo, llora de emoción mientras abraza los juguetes de su hija.

## Filmación
La serie fue filmada casi íntegramente en el antiguo edificio de la tristemente célebre Cárcel de Caseros, y algunas escenas fueron filmadas en exteriores en el Parque Ameghino y alrededores del penal. Los edificios de Caseros fueron inaugurados en 1979, durante la última dictadura militar argentina, a pesar de su criticado diseño insalubre, y hacinaron presos durante dos décadas, hasta que fueron clausurados en 2001. 
Luego de la filmación de la miniserie, las torres de la cárcel fueron demolidas a pico y pala, y en su lugar está proyectada la nueva sede del Archivo General de la Nación. Los internos fueron trasladados a otras unidades penitenciarias, como la de Ezeiza.

## Banda de sonido
La serie está musicalizada principalmente con cumbia villera, aunque también aparecen varios temas de rock argentino, especialmente de la década de 1990. Algunos temas que aparecen a lo largo de Tumberos:
- Flor de Piedra: "Entregadora del marrón"
- Pibes Chorros: “El prisionero”, “Llegamos los pibes chorros”, “Sólo le pido a Dios” , "Borracho Soy"
- Damas Gratis: “Los dueños del pabellón”, “Se Te Ve La tanga”, “Sólo aspirina” , "La Pikadura"
- Kalu: “Haceme un pete”
- Yerba Brava: “Tumbero”, “Lápiz japonés” , "Pibe Cantina" , "A La Celda"
- Jambao: “No me importa”
- León Gieco: “Sólo le pido a Dios”
- Los Visitantes: “Somos el cielo”, “Tapa de los sesos”, “Tren musical”
- La Renga: “El cielo del desengaño”, “Hablando de la libertad”
- Sumo: “Mejor no hablar (de ciertas cosas)”, “La gota en el ojo”
- Don Cornelio y la Zona: “Tazas de té chino”
- Alfredo Zitarrosa: “El violín de Becho”
- Nino Bravo: “Libre”
- Michael Jackson: “Will you be there”
- Charly García: “Los dinosaurios”
- Daniel Viglietti: “Coplas de Juan Panadero”
- La Polla Records: “El obrero”
- Los Chalchaleros: “Cuando se me escapa el alma”
- Araca la Cana: “Saludo”
- Mano Negra: “Señor Matanza”
- Patricio Rey y sus Redonditos de Ricota: "Esa estrella era mi lujo"
- Mano Negra: "Machine Gun"
- Elton John: "Nikita"
- Sipaganboy: "El Castiga Nalgas"
- Eric Serra: "Very Special Delivery", "The Game Is Over" , "Tpokmop" , "The Third Love" , "Shark Attack" , "Two Ways Out" , "Secrets of a Strange Mind" , "What's Happening Out There?", "The Repentance" , "When Leon Does His Best" , "The Fight (Part 2: Bring Me Everyone)
- Gustavo Santaolalla: "Amores Perros"
- Thomas Newman: "Classifieds"

- Philip Glass: "1937: Saint Sebastian"
- Rachel Portman: "Other Possibilities"
- Ennio Morricone: "The Sword" , "The Strenght of the Righteous" , "Per Qualche Dollaro In Piu" , "Cockeye's Theme"
- Bedrock: "For What You Dream Of"
- Ingram Marshall: "Prelude-The Bay" , "Escape" , "Inside" , "Solitary"
- Axel Krygier: "Clonación"
- Krysztof Komeda: "Rosemary's Baby (Lullaby part 1)
- AIR: "Highschool Lover"
- Daniel Melero: "Quieto" , "Gas"
- Riccardo Chailly: "Jazz Suite No. 2 (Eyes Wide Shut)
- Harry Rabinowitz: "Proust"
- Orlando Cachaito López: Mis Dos Pequeñas
- Primal Scream: "Trainspotting"
- La Buena: "Cervecero Soy"
- Ned Nash Orchestra: "The Magnificent Seven"
- Combustible Edison: "Male Bonding"
- Jamiroquai: "Little L"
- Madonna: "Amazing"
- Mike Oldfield: "Crises"
- Ljubjana Radio Symphony Orchestra: "Bolero"
- Raison D,etre: "The Wasteland" , "The Hiden Hallows"
- Morcheeba: "Bullet Proof"
- Deutsch Nepal: "Deflagration of Hell"
- Aphex Twin: "Didgeridoo"
- Falta y Resto: "Se Van Los Patos"
- Peter Kater: "How the West zlist (Overture)"
- Capella Istropolitana: "Mass In B Minor BWV 232: Agnus Dei
- Kosice Teachers Choir: "Ave Verum Corpus, K. 618"
- Lawrence Foster: "Release. Alkegro Con Spirito"
- Jean Constantin: "The 400 Blows: Main Theme & Police Car"

## Recepción
La serie se estrenó en el mes de octubre de 2002, momento en el cual el país estaba sumergido en un caos social. Hubo mucho debate en los medios a raíz de esta miniserie sobre la realidad carcelaria, varias denuncias por su nivel de violencia y un buen índice de audiencia para un canal de poca audiencia como América 2 (el promedio de rating fue de 17 puntos con picos de 20 puntos).

## Curiosidades
- Cada capítulo tenía el nombre de un film, en su mayoría se trataba de películas argentinas.
- Los grafitis y leyendas que en uno de los capítulos aparecen al comienzo y final de cada bloque, son reales, escritos por los presos de la cárcel cuando ésta estaba en actividad.
- A lo largo de la serie, aparece en varias escenas la figura del caballo, animal utilizado en los ritos umbanda, transformándose en un tema recurrente de los sueños que distintos personajes van teniendo en los sucesivos capítulos.
- Los títulos en el capítulo "Caballos Salvajes" están presentados a la manera del canal de noticias Crónica TV.